# 玉蕊
玉蕊（学名：Barringtonia racemosa），又名水茄苳、玉蕊、穗花棋盤腳樹或細葉棋盤腳樹，为玉蕊科玉蕊属的半红树植物。分布于亚洲、非洲、台湾、大洋洲以及中国大陆的广东和广西、海南岛等地。因耐風耐鹽，常植於海濱地區，作為防風林用，也常見於庭園，作為觀賞植物。於夜間開花，花朵構造特殊，花序造型優美且具有香味，適合作為庭園樹與行道樹使用。目前中国大陆自然生长面积最大的玉蕊林分布于广东省湛江市雷州市调风镇的九龙山红树林国家湿地公园，处于濒危处境。

## 描述
玉蕊屬的常綠喬木，高可達16公尺，原產亞洲、大洋洲、非洲熱帶地區的河口溼地紅樹林及海岸林中。互生橢圓形葉片有鋸齒，葉片常叢生於枝頂。總狀花序自枝端或老枝長出，花序下垂，長度可達1公尺以上。披針形白色花瓣4枚。雄蕊白色或粉紅色，雌蕊桃紅色。果實纖維質，長達 5~7 公分，具不明顯四稜，能漂浮於水上，借由海潮傳播。開花期近全年，以春夏季最盛。
葉、樹皮、根均有毒性，含氫氰酸及皂素。其中毒病狀常是因誤食引起胃腸不適、腹瀉、動作不協調及肌肉麻痺等現象。

## 延伸阅读
[在维基数据编辑]
 《欽定古今圖書集成·博物彙編·草木典·玉蕊部》，出自陈梦雷《古今圖書集成》